# Lobos (álbum)
Lobos (estilizado em letras maiúsculas) é o álbum de estúdio de estreia do cantor brasileiro Jão, lançado em 17 de agosto de 2018, através da Head Media e Universal Music. Os temas líricos do álbum giram em torno de suas narrativas pessoais que deixam visíveis suas fragilidades, tristezas e medos. O álbum foi produzido por Marcelinho Ferraz e Pedro Dash. 
Dois singles precederam o álbum: o primeiro single "Vou Morrer Sozinho" foi lançado em 14 de agosto de 2018. "Me Beija com Raiva" foi lançada como segundo single em 13 de dezembro de 2018. Lobos também incluí o single autônomo de Jão de 2018, "Imaturo". Para promover o álbum, Jão embarcou em sua primeira turnê, Turnê Lobos. De acordo com o artista, o projeto é o primeiro de uma série de quatro álbuns guiados pelos quatro elementos — terra (Lobos), ar (Anti-Herói; 2019), água (Pirata; 2021) e fogo (Super; 2023).

## Antecedentes
Jão começou a postar vídeos no YouTube dele cantando covers de canções populares em 2016. Eles chamaram a atenção dos produtores musicais brasileiros Pedro Dash e Marcelinho Ferraz. Jão assinou contrato com a Head Media, selo da Universal Music Group.
Jão lançou um extended play (EP) de quatro faixas intitulado Primeiro Acústico em junho de 2018. Após lançar o EP, Jão revelou que estava orgulhoso da forma que o álbum tem tomado. Ele continuou: "Hoje em dia, não faltam músicas sobre aceitação e confiança. Meu álbum, porém, vai ser sobre sentimentos menos bonitos, dos quais nem sempre temos orgulho, mas que existem".
Durante uma entrevista para The Music Journal Brazil, Jão declarou: "Olha, acho que um pop bem diferente. Eu tenho referências de muitos lugares diferentes. Eu tento fazer um pop bem brasileiro com letras cruas, letras que falam da realidade. Eu ouvindo o álbum inteiro ele é bem dark, tem umas pegadas mais obscuras que eu gosto muito. A galera vai se identificar e gostar bastante".

## Lançamento e promoção

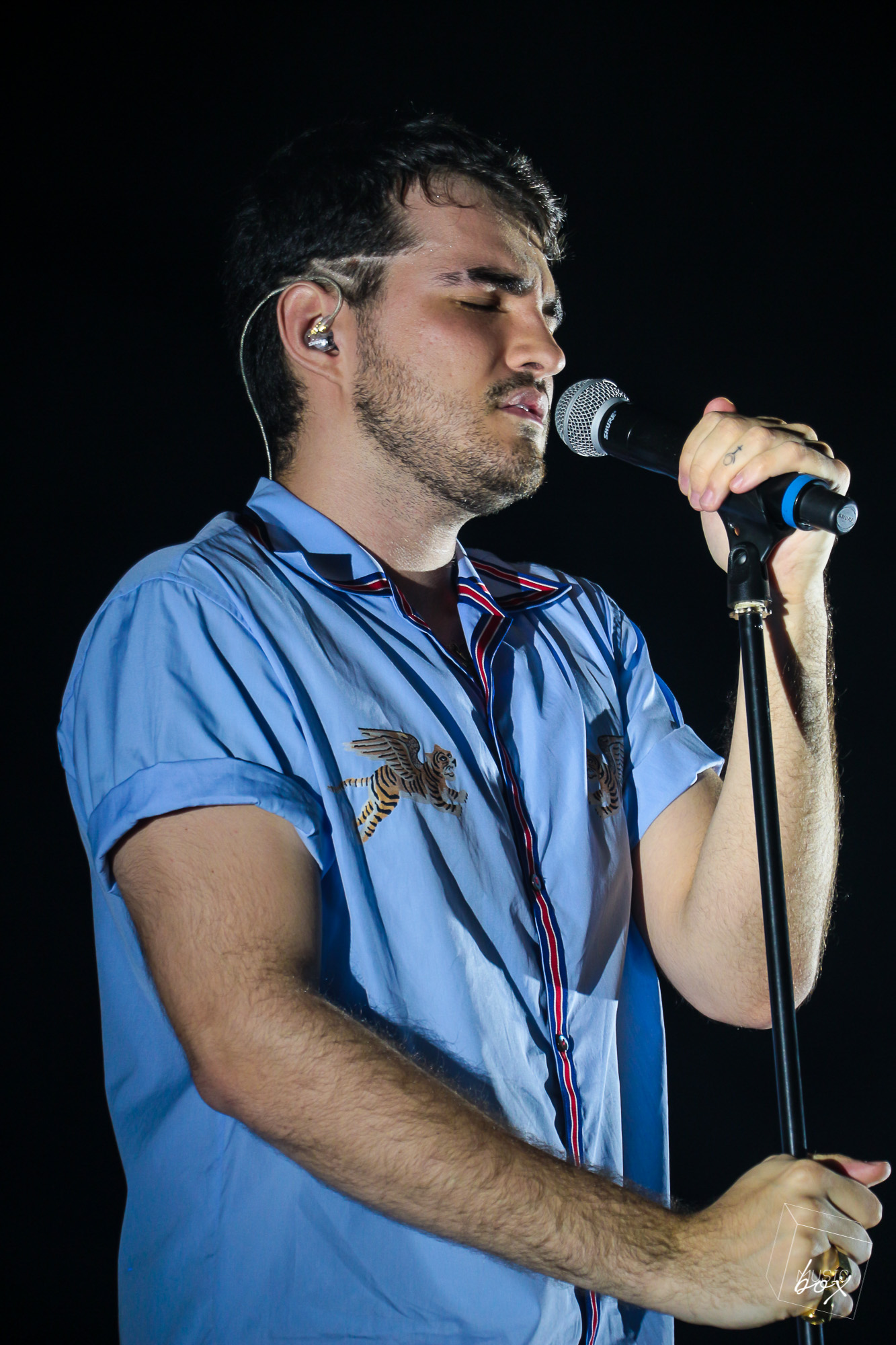
Jão se apresentando na Turnê Lobos em outubro de 2018

Em junho de 2018, Jão revelou que pretendia lançar o álbum entre o final de agosto e o início de setembro. Ele revelou o nome do álbum através das redes sociais em julho de 2018. Em agosto de 2018, o cantor divulgou a capa, data de lançamento e lista de faixas. Lobos foi lançado em 17 de agosto de 2018 para download digital e streaming. Os CDs foram lançados em 14 de dezembro de 2018. As faixas bônus da edição deluxe de Lobos, "Fim do Mundo" e "Ressaca", foram lançadas para serviços de streaming em 25 de janeiro de 2019.
"Vou Morrer Sozinho" foi lançada como primeiro single de Lobos em 14 de agosto de 2018. A canção foi acompanhada com um videoclipe dirigido por Pedro Tófani. "Me Beija com Raiva" foi lançada como o segundo single em 13 de dezembro de 2018. Seu videoclipe foi lançado no mesmo dia.
Em 21 de agosto de 2018, Jão anunciou que iria embarcar na Turnê Lobos em apoio à Lobos. A turnê foi dividida em duas partes: A primeira começou em 21 de setembro de 2018, em Belo Horizonte, MG, e concluiu em 15 de dezembro do mesmo ano em São José do Rio Preto, SP. A segunda parte, que recebeu o nome de Turnê Lobos 2.0, começou em 12 de janeiro de 2019 em São José dos Campos, São Paulo, e concluiu em 1 de junho do mesmo ano em Londrina, PR, com um total de 46 shows.

## Lista de faixas
Todas as faixas foram produzidas por Marcelinho Ferraz e Pedro Dash.
| Lobos — Edição padrão |                            |                                                           |         |  |
| N.º                   | Título                     | Compositor(es)                                            | Duração |  |
| 1.                    | "Vou Morrer Sozinho"       | Jão Pedro Tófani Pedro Dash Dan Valbusa Marcelinho Ferraz | 2:55    |  |
| 2.                    | "Me Beija com Raiva"       | Jão Tófani Dash Valbusa Ferraz                            | 3:17    |  |
| 3.                    | "Lindo Demais"             | Jão Tófani Dash Valbusa Ferraz                            | 3:00    |  |
| 4.                    | "Imaturo"                  | Jão Dash Valbusa Ferraz                                   | 2:58    |  |
| 5.                    | "Ainda Te Amo"             | Jão Tófani Dash Valbusa Ferraz                            | 3:10    |  |
| 6.                    | "A Rua"                    | Jão Tófani Dash Valbusa Ferraz                            | 2:36    |  |
| 7.                    | "Lobos"                    | Jão Tófani Dash Valbusa Ferraz                            | 3:43    |  |
| 8.                    | "Eu Quero Ser como Você"   | Jão Tófani Dash Valbusa Ferraz                            | 3:10    |  |
| 9.                    | "Aqui" (com Diogo Piçarra) | Jão Piçarra Dash Valbusa Ferraz                           | 3:51    |  |
| 10.                   | "Monstros"                 | Jão Tófani                                                | 4:15    |  |
| Duração total:        | Duração total:             | Duração total:                                            | 31:56   |  |

| Lobos — Faixas bônus da edição deluxe |                |                                |         |  |
| N.º                                   | Título         | Compositor(es)                 | Duração |  |
| 11.                                   | "Fim do Mundo" | Jão Tófani Dash Valbusa Ferraz | 3:46    |  |
| 12.                                   | "Ressaca"      | Jão Dash Valbusa Ferraz        | 3:00    |  |
| Duração total:                        | Duração total: | Duração total:                 | 38:02   |  |

## Histórico de lançamento
| Região | Data                   | Formato(s)                 | Edição | Gravadora(s)         | Ref.   |
| ------ | ---------------------- | -------------------------- | ------ | -------------------- | ------ |
| Várias | 17 de agosto de 2018   | Download digital streaming | Padrão | Head Media Universal | [ 19 ] |
| Brasil | 14 de dezembro de 2018 | CD                         | Deluxe | Head Media Universal | [ 11 ] |
| Várias | 25 de janeiro de 2019  | Download digital streaming | Deluxe | Head Media Universal | [ 12 ] |
| Brasil | 3 de novembro de 2023  | Vinil                      | Deluxe | Head Media Universal | [ 20 ] |